# Championnat de France de rugby à XV de 2e division fédérale 2020-2021
Navigation
Fédérale 2 2019-2020 Fédérale 2 2021-2022
Cette page présente la saison 2020-2021 de Fédérale 2 dont les phases de poule débutent le 12 septembre 2019 pour se terminer le avril 2021, la finale ayant lieu le 27 juin 2021.
Le 29 octobre 2020, la FFR annonce la suspension de la compétition en novembre et décembre 2020, en raison de l'entrée en vigueur du deuxième confinement, ainsi que l'annulation des phases finales afin de permettre l'opportunité de finir la compétition à l'issue de la saison.
Le 26 février 2021, la FFR annonce l'arrêt définitif des compétitions amateurs et le gel des montées et des descentes pour tous les niveaux.

## Règlement

### Participants
Pour  la  saison  2020-2021, 96 associations sont engagés en Championnat de France de 2e division Fédérale en fonction du classement obtenu à l'issue de la saison 2019-2020.

### Règlement
Les 96 associations sont réparties en 8 poules de 12 équipes, avec une optimisation géographique nationale. Les équipes de chaque poule se rencontrent en matchs « Aller » et « Retour ».
A la fin de la phase qualificative :
- Les 2 premières équipes de chaque poule sont directement qualifiées pour les phases finales, qui débutent en 1/16e de finale.
- Les équipes classées aux 3e, 4e, 5e et 6e place de leur poule disputent un tour de barrages
- 13 équipes seront reléguées en 3e division Fédérale pour la saison 2021-2022 , selon les modalités précisées dans l'article 5 du présent Livret. 
  - Les  équipes classées 12e de leur poule seront reléguées en 3e Division Fédérale pour la saison 2021-2022.
  - Les 5 équipes 11e de leur poule (les moins bien classées) seront reléguées en 3e Division Fédérale pour la saison 2021-2022.
  - Les 3 meilleures équipes classées parmi les équipes classées 11e de leur poule seront maintenues exceptionnellement en 2e Division Fédérale pour la  saison  2021-2022.

## Saison régulière
La première journée est le 12 septembre 2020 et la dernière journée le 11 avril 2021.
À la suite des nouvelles mesures sanitaires, les compétitions fédérales et régionales initialement suspendues du 8 novembre 2020 (7e journée) jusqu’à début janvier 2021, ne reprennent finalement pas pour les compétitions amateurs. 
À la suite des refontes des championnats et aux rétrogradations administratives quatre clubs sont retenus pour participer au championnat de France fédérale 1 pour la saison 2021-2022 :
- C' Chartres Rugby
- Saint-Denis US
- Union sportive Nafarroa
- Peyrehorade sports rugby

### Poule 1
| \| C' Chartres Rugby Le Havre AC RC La Baule SC Le Rheu SC surgèrien Stade poitevin \| |
| C' Chartres Rugby Le Havre AC RC La Baule SC Le Rheu SC surgèrien Stade poitevin       |

| \| Antony Métro 92 CA Orsay RC CSM Gennevilliers Plaisir RC RC Courbevoie Stade domontois \| |
| Antony Métro 92 CA Orsay RC CSM Gennevilliers Plaisir RC RC Courbevoie Stade domontois       |

| Ville(s)      | Club                |
| ------------- | ------------------- |
| Antony        | Antony Métro 92     |
| Chartres      | C' Chartres Rugby   |
| Courbevoie    | RC Courbevoie       |
| Domont        | Stade domontois (P) |
| Gennevilliers | CSM Gennevilliers   |
| La Baule      | RC La Baule         |
| Le Havre      | Le Havre AC         |
| Le Rheu       | SC Le Rheu          |
| Orsay         | CA Orsay RC         |
| Plaisir       | Plaisir RC          |
| Poitiers      | Stade poitevin (P)  |
| Surgères      | SC surgèrien        |

- : Qualifiés pour les phases finales
- : Promu en 1re division fédérale 2021-2022
- : Relégué en 3e division fédérale 2021-2022

Classement (au 25 octobre 2020)
1. Le Havre AC 21pts (5 matchs joués)
2. CSM Gennevilliers 18pts (6 matchs joués)
3. CA Orsay RC 18pts (5 matchs joués)
4. SC Le Rheu 17pts (6 matchs joués)
5. C' Chartres Rugby[1]  17pts (4 matchs joués)
6. Plaisir RC 16pts (6 matchs joués)
7. SC surgèrien 15pts (5 matchs joués)
8. RC Courbevoie 14pts (4 matchs joués)
9. Stade poitevin (P) 10pts (4 matchs joués)
10. RC La Baule 8pts (5 matchs joués)
11. Stade domontois (P) 4pts (6 matchs joués)
12. Antony Métro 92 4pts (4matchs joués)

### Poule 2
| \| Bourges XV CA Pontarlier CO Creusot Grand Dole R RC Metz RC Orléans \| |
| Bourges XV CA Pontarlier CO Creusot Grand Dole R RC Metz RC Orléans       |

| \| AAS Sarcelles ACBB Paris UC UMS Pontault-Combault US Ris-Orangis \| |
| AAS Sarcelles ACBB Paris UC UMS Pontault-Combault US Ris-Orangis       |

| Ville(s)             | Club                               |
| -------------------- | ---------------------------------- |
| Boulogne-Billancourt | AC Boulogne-Billancourt (ACBB) (P) |
| Bourges              | Bourges XV                         |
| Dole                 | Grand Dole rugby                   |
| Le Creusot           | CO Le Creusot                      |
| Metz                 | RC Metz                            |
| Paris                | Paris UC                           |
| Pontarlier           | CA Pontarlier                      |
| Orléans              | RC Orléans                         |
| Pontault-Combault    | UMS Pontault-Combault              |
| Ris-Orangis          | US Ris-Orangis                     |
| Saint-Denis          | Saint-Denis US                     |
| Sarcelles            | AAS Sarcelles                      |

- : Qualifiés pour les phases finales
- : Promu en 1re division fédérale 2021-2022
- : Relégué en 3e division fédérale 2021-2022

Classement (au 25 octobre 2020)
1. Paris UC (PUC) 26pts (5 matchs joués)
2. RC Orléans 19pts (5 matchs joués)
3. Saint-Denis US[1]  16pts (4 matchs joués)
4. AAS Sarcelles 15pts (4 matchs joués)
5. RC Metz 12pts (5 matchs joués)
6. CO Le Creusot 12pts (4 matchs joués)
7. CA Pontarlier 11pts (4 matchs joués)
8. Grand Dole rugby 9pts (4 matchs joués)
9. AC Boulogne-Billancourt (ACBB) (P) 8pts (4 matchs joués)
10. Bourges XV 8pts (4 matchs joués)
11. US Ris-Orangis 8pts (4 matchs joués)
12. UMS Pontault-Combault 6pts (5 matchs joués)

### Poule 3
| \| CS Villefranche-sur-Saône FC Saint-Claude RC Rillieux RC Vichy RC Clermont Cournon Saint-Priest Rugby Servette RC Genève SO Voiron US Annecy US Meyzieu US Montmélian US Nantua-Port \| |
| CS Villefranche-sur-Saône FC Saint-Claude RC Rillieux RC Vichy RC Clermont Cournon Saint-Priest Rugby Servette RC Genève SO Voiron US Annecy US Meyzieu US Montmélian US Nantua-Port       |

| Ville(s)               | Club                            |
| ---------------------- | ------------------------------- |
| Annecy                 | US Annecy                       |
| Cournon-d'Auvergne     | RC Clermont Cournon-d'Auvergne  |
| Meyzieu                | US Meyzieu                      |
| Montmélian             | US Montmélian                   |
| Nantua                 | US Nantua-Port Rugby Haut-Bugey |
| Rillieux-la-Pape       | RC Rillieux                     |
| Saint-Claude           | FC Saint-Claude                 |
| Saint-Priest           | Saint-Priest rugby              |
| Genève                 | Servette RC Genève (P)          |
| Vichy                  | RC Vichy                        |
| Villefranche-sur-Saône | CS Villefranche-sur-Saône (R)   |
| Voiron                 | SO Voiron                       |

- : Qualifiés pour les phases finales
- : Promu en 1re division fédérale 2021-2022
- : Relégué en 3e division fédérale 2021-2022

Classement (au 25 octobre 2020)
1. RC Clermont Cournon-d'Auvergne 20pts (5 matchs joués)
2. SO Voiron 20pts (5 matchs joués)
3. US Meyzieu 17pts (5 matchs joués)
4. US Montmélian 15pts (5 matchs joués)
5. RC Vichy 14pts (4 matchs joués)
6. CS Villefranche-sur-Saône (R) 14pts (4 matchs joués)
7. US Annecy 14pts (5 matchs joués)
8. Servette RC Genève (P) 11pts (4 matchs joués)
9. US Nantua-Port Rugby Haut-Bugey 10pts (5 matchs joués)
10. Saint-Priest rugby 7pts (4 matchs joués)
11. RC Rillieux 4pts (5 matchs joués)
12. FC Saint-Claude 4pts (3 matchs joués)

### Poule 4
| \| Bièvre Saint Geoirs RC CS Annonay FC Tournon Tain RC Tricastin SC Royannais Saint-Marcellin sports US Montélimar US Vinay US Véore XV \| |
| Bièvre Saint Geoirs RC CS Annonay FC Tournon Tain RC Tricastin SC Royannais Saint-Marcellin sports US Montélimar US Vinay US Véore XV       |

| \| CA Saint-Raphaël Fréjus RC La Valette Le Revest La Garde Le Pradet RO Grasse \| |
| CA Saint-Raphaël Fréjus RC La Valette Le Revest La Garde Le Pradet RO Grasse       |

| Ville(s)                                                     | Club                                       |
| ------------------------------------------------------------ | ------------------------------------------ |
| Annonay                                                      | CS Annonay                                 |
| Grasse                                                       | RO Grasse                                  |
| Montélimar                                                   | US Montélimar                              |
| Saint-Étienne-de-Saint-Geoirs                                | Bièvre Saint-Geoirs RC                     |
| Saint-Marcellin                                              | Saint-Marcellin sports                     |
| Saint-Raphaël et Fréjus                                      | CA Saint-Raphaël Fréjus                    |
| Tournon-sur-Rhône                                            | FC Tournon Tain                            |
| Pierrelatte et Saint-Paul-Trois-Châteaux                     | RC Tricastin                               |
| Saint-Jean-en-Royans                                         | SC Royannais                               |
| La Valette-du-Var, Le Revest-les-Eaux, La Garde et Le Pradet | RC La Valette Le Revest La Garde Le Pradet |
| Portes-lès-Valence                                           | US Véore XV (P)                            |
| Vinay                                                        | US Vinay                                   |

- : Qualifiés pour les phases finales
- : Promu en 1re division fédérale 2021-2022
- : Relégué en 3e division fédérale 2021-2022

Classement (au 25 octobre 2020)
1. RO Grasse 25pts (5 matchs joués)
2. RC Tricastin 21pts (5 matchs joués)
3. SC Royannais 17pts (4 matchs joués)
4. CS Annonay 15pts (4 matchs joués)
5. RC La Valette Le Revest La Garde Le Pradet 14pts (4 matchs joués)
6. US Vinay 10pts (4 matchs joués)
7. US Véore XV (P) 10pts (5 matchs joués)
8. Bièvre Saint-Geoirs RC 8pts (4 matchs joués)
9. FC Tournon Tain 8pts (4 matchs joués)
10. CA Saint-Raphaël Fréjus 6pts (4 matchs joués)
11. Saint-Marcellin sports 6pts (4 matchs joués)
12. US Montélimar 3pts (3 matchs joués)

### Poule 5
| \| Avenir gruissanais Cahors rugby UA Gaillac ES catalane FC villefranchois JO pradéenne CC Lévézou SA XV RO Castelnaudary XV RC Saint-Sulpice XV RO agathois SO Millau \| |
| Avenir gruissanais Cahors rugby UA Gaillac ES catalane FC villefranchois JO pradéenne CC Lévézou SA XV RO Castelnaudary XV RC Saint-Sulpice XV RO agathois SO Millau       |

| Ville(s)                                        | Club                          |
| ----------------------------------------------- | ----------------------------- |
| Agde                                            | Rugby olympique agathois      |
| Argelès-sur-Mer                                 | Étoile sportive catalane      |
| Cahors                                          | Cahors rugby                  |
| Cassagnes-Bégonhès, Réquista et Luc-la-Primaube | Lévézou Ségala Aveyron XV     |
| Castelnaudary                                   | RO Castelnaudary XV           |
| Gaillac                                         | UA Gaillac                    |
| Gruissan                                        | Avenir gruissanais            |
| Millau                                          | SO Millau (P)                 |
| Nègrepelisse                                    | SC Nègrepelisse               |
| Prades                                          | JO Pradéenne Conflent Canigou |
| Saint-Sulpice-la-Pointe                         | Rugby club Saint-Sulpice XV   |
| Villefranche-de-Lauragais                       | FC Villefranche               |

- : Qualifiés pour les phases finales
- : Promu en 1re division fédérale 2021-2022
- : Relégué en 3e division fédérale 2021-2022

Classement (au 25 octobre 2020)
1. Rugby olympique agathois 14pts (3 matchs joués)
2. Étoile sportive catalane 14pts (4 matchs joués)
3. Avenir gruissanais 13pts (4 matchs joués)
4. SO Millau (P) 12pts (4 matchs joués)
5. Cahors rugby 12pts (4 matchs joués)
6. Lévézou Ségala Aveyron XV 11pts (3 matchs joués)
7. FC Villefranche 11pts (3 matchs joués)
8. JO Pradéenne Conflent Canigou 8pts (4 matchs joués)
9. RO Castelnaudary XV 7pts (3 matchs joués)
10. UA Gaillac 7pts (2 matchs joués)
11. SC Nègrepelisse 5pts (3 matchs joués)
12. Rugby club Saint-Sulpice XV 3pts (3 matchs joués)

### Poule 6
| \| Balma olympique US L'Isle-Jourdain SC Rieumois EAB XV Stade beaumontois Saint-Girons SCC FC Lourdes \| |
| Balma olympique US L'Isle-Jourdain SC Rieumois EAB XV Stade beaumontois Saint-Girons SCC FC Lourdes       |

| \| Aramits Asasp AS Layrac US Coarraze Nay US Morlaàs AS Pont-Long \| |
| Aramits Asasp AS Layrac US Coarraze Nay US Morlaàs AS Pont-Long       |

| Ville(s)                                | Club                       |
| --------------------------------------- | -------------------------- |
| Aramits et Asasp-Arros                  | Entente Aramits Asasp      |
| Balma                                   | Balma olympique rugby club |
| Beaumont-de-Lomagne                     | Stade beaumontois (P)      |
| Coarraze et Nay                         | US Coarraze Nay            |
| L'Isle-Jourdain                         | US L'Isle-Jourdain         |
| Layrac                                  | AS Layrac                  |
| Lourdes                                 | FC Lourdes                 |
| Miélan, Mirande et Rabastens-de-Bigorre | Entente Astarac Bigorre XV |
| Morlaàs                                 | US Morlaàs                 |
| Rieumes                                 | SC Rieumois                |
| Saint-Girons                            | Saint-Girons sporting club |
| Serres-Castet                           | AS Pont-Long               |

- : Qualifiés pour les phases finales
- : Promu en 1re division fédérale 2021-2022
- : Relégué en 3e division fédérale 2021-2022

Classement (au 25 octobre 2020)
1. US L'Isle-Jourdain 20pts (5 matchs joués)
2. Stade beaumontois (P) 18pts (4 matchs joués)
3. AS Layrac 17pts (4 matchs joués)
4. US Morlaàs 15pts (5 matchs joués)
5. US Coarraze Nay 15pts (4 matchs joués)
6. Saint-Girons sporting club 13pts (4 matchs joués)
7. Entente Astarac Bigorre XV 12pts (5 matchs joués)
8. FC Lourdes 8pts (5 matchs joués)
9. AS Pont-Long 8pts (4 matchs joués)
10. Balma olympique rugby club 7pts (4 matchs joués)
11. SC Rieumois 6pts (3 matchs joués)
12. Entente Aramits Asasp 3pts (3 matchs joués)

### Poule 7
| \| AS soustonnaise Boucau Tarnos Peyrehorade sports SA Hagetmau Saint-Médard RC Saint-Paul sports Stade hendayais UA Gujan-Mestras US Mouguerre US Nafarroa US Orthez US Salles \| |
| AS soustonnaise Boucau Tarnos Peyrehorade sports SA Hagetmau Saint-Médard RC Saint-Paul sports Stade hendayais UA Gujan-Mestras US Mouguerre US Nafarroa US Orthez US Salles       |

| Ville(s)                | Club                     |
| ----------------------- | ------------------------ |
| Boucau et Tarnos        | Boucau Tarnos stade      |
| Gujan-Mestras           | UA Gujan-Mestras         |
| Hagetmau                | SA Hagetmau              |
| Hendaye                 | Stade hendayais          |
| Mouguerre               | US Mouguerre             |
| Orthez                  | US Orthez                |
| Peyrehorade             | Peyrehorade sports rugby |
| Saint-Jean-Pied-de-Port | Union sportive Nafarroa  |
| Saint-Médard-en-Jalles  | Saint-Médard RC          |
| Saint-Paul-lès-Dax      | Saint-Paul sports rugby  |
| Salles                  | US Salles                |
| Soustons                | AS soustonnaise          |

- : Qualifiés pour les phases finales
- : Promu en 1re division fédérale 2021-2022
- : Relégué en 3e division fédérale 2021-2022

Classement (au 25 octobre 2020)
1. Union sportive Nafarroa[1]   25pts (5 matchs joués)
2. AS soustonnaise 18pts (4 matchs joués)
3. Peyrehorade sports rugby[1]  17pts (4 matchs joués)
4. UA Gujan-Mestras 16pts (4 matchs joués)
5. US Salles 16pts (4 matchs joués)
6. Boucau Tarnos stade 14pts (4 matchs joués)
7. Saint-Médard RC 11pts (6 matchs joués)
8. Stade hendayais 10pts (4 matchs joués)
9. US Mouguerre 9pts (4 matchs joués)
10. Saint-Paul sports rugby 4pts (5 matchs joués)
11. SA Hagetmau 3pts (4 matchs joués)
12. US Orthez 3pts (6 matchs joués)

### Poule 8
| \| AS Saint-Junien RC Pays de Saint-Yrieix CA Lormont CA sarladais Malemort XV JA Isle RC Arpajon Veinazès Rugby Causse Vézère SC Tulle Corrèze Stade belvesois US Bergerac Union Barbezieux Jonzac \| |
| AS Saint-Junien RC Pays de Saint-Yrieix CA Lormont CA sarladais Malemort XV JA Isle RC Arpajon Veinazès Rugby Causse Vézère SC Tulle Corrèze Stade belvesois US Bergerac Union Barbezieux Jonzac       |

| Ville(s)               | Club                                       |
| ---------------------- | ------------------------------------------ |
| Arpajon-sur-Cère       | RC Arpajon Veinazès                        |
| Barbezieux Jonzac      | Union Barbézieux Jonzac                    |
| Belvès                 | Stade belvesois                            |
| Bergerac               | US Bergerac (R)                            |
| Nespouls Larche        | Rugby Causse Vézère                        |
| Isle-sur-Vienne        | JA Isle                                    |
| Lormont                | CA Lormont                                 |
| Malemort-sur-Corrèze   | Entente vigilante Malemort Brive olympique |
| Saint-Junien           | AS Saint-Junien                            |
| Saint-Yrieix-la-Perche | RC du Pays de Saint-Yrieix                 |
| Sarlat-la-Canéda       | CA sarladais Périgord noir                 |
| Tulle                  | Sporting club tulliste Corrèze             |

- : Qualifiés pour les phases finales
- : Promu en 1re division fédérale 2021-2022
- : Relégué en 3e division fédérale 2021-2022

Classement (au 25 octobre 2020)
1. CA Lormont 27pts (6 matchs joués)
2. US Bergerac (R) 26pts (5 matchs joués)
3. Sporting club tulliste Corrèze 20pts (5 matchs joués)
4. Union Barbézieux Jonzac 17pts (6 matchs joués)
5. CA sarladais Périgord noir 16pts (5 matchs joués)
6. Stade belvesois 13pts (5 matchs joués)
7. Rugby Causse Vézère 12pts (5 matchs joués)
8. Entente vigilante Malemort Brive olympique 11pts (6 matchs joués)
9. JA Isle 10pts (5 matchs joués)
10. RC Arpajon Veinazès 9pts (4 matchs joués)
11. AS Saint-Junien 7pts (5 matchs joués)
12. RC du Pays de Saint-Yrieix 6pts (5 matchs joués)